# Епархия Абулы
Епархия Абулы (лат. Dioecesis Ablensis) — упразднённая епархия, в настоящее время титулярная епархия Римско-Католической церкви.

## История
Епархия Абулы была основана в городе Абула (сегодня это населённый пункт Абла) святым Секундием, являвшимся одним из Семидесяти учеников, который проповедовал на территории современной Испании. Вторым епископом епархии Абулы был епископ Юлий, который жил в конце I — начале II века. Епархия Абулы входила митрополию Толедо.
С 1969 года епархия Абулы является титулярной епархией Римско-Католической церкви.

## Епископы
- епископ святой Секундий (I век);
- епископ Юлий.

## Титулярные епископы
- епископ Хавьер Осес Фламарике (10.11.1969 — 28.02.1977) — назначен епископом Уэски;
- епископ Чарльз Макдональд Ренфру (5.05.1977 — 27.02.1992);
- епископ Алойз Уран (16.21.1992 — 25.10.2004) — назначен архиепископом Любляны;
- епископ Сальвадор Хименем Вальс (11.05.2005 — 21.05.2009) — назначен епископом Менорки;
- епископ Джорджо Корбеллини (3.07.2009 — 13.11.2019).

## Источник
- Annuario Pontificio, Libreria Editrice Vaticana, Città del Vaticano, 2003, стр. 748, ISBN 88-209-7422-3